# Валькендорф
Валькендорф (нім. Walkendorf) — громада в Німеччині, розташована в землі Мекленбург-Передня Померанія. Входить до складу району Росток. Складова частина об'єднання громад Гноєн.
Площа — 27,63 км2. Населення становить 903 ос. (станом на 31 грудня 2020).